# Querinformation
Von einer Querinformation (auch: horizontale Information oder kurzer Dienstweg oder kleiner Dienstweg) wird innerhalb einer Kommunikationsstruktur bei Organisationseinheiten gesprochen, wenn eine Stelle einer anderen Stelle unmittelbar Informationen weiterleitet, ohne dass dabei der reguläre Dienstweg eingehalten wird.

## Informationsweg
Die Querinformation ist das Ergebnis einer Fayolschen Brücke, bei der Stellen horizontal miteinander kommunizieren und dabei ausnahmsweise das vertikale Hierarchie-Prinzip der Einlinienorganisation außer Acht lassen. Die Information erfolgt also nicht vertikal über den jeweiligen Vorgesetzten, sondern direkt horizontal von Stelle zu Stelle:
```
        ┌─────────────────────┐  
    ┌───┴──────┐          ┌───┴──────┐
 ┌──┴──┐    ┌──┴──┐    ┌──┴──┐    ┌──┴──┐
 A1    B1   C1    D1   E1    F1   G1    H1
┌┴┐   ┌┴┐  ┌┴┐   ┌┴┐  ┌┴┐   ┌┴┐  ┌┴┐   ┌┴┐   
A B   C D  E F   G H  1 2   3 4  5 6   7 8
        ┗━━━━━━━━━━┛
     Querinformation
```

Im Schaubild kommuniziert {\displaystyle D} mit {\displaystyle H} horizontal, obwohl er vertikal mit dem ihm übergeordneten {\displaystyle B1} kommunizieren müsste. Der korrekte Informationsweg wird eingehalten, wenn {\displaystyle B1} die Information an {\displaystyle D1} weiterleitet, der dann den ihm untergeordneten {\displaystyle H} informiert. Hierbei erhöht sich die Gefahr des Informationsverlustes durch stille Post. 
Reinhard Höhn unterschied in Hierarchien drei Informationswege, nämlich die Information des Vorgesetzten durch seine Mitarbeiter und umgekehrt und die Querinformation zwischen Mitarbeitern verschiedener Ebenen und Bereiche. Damit Vorgesetzte nicht befürchten müssen, dass „hinter ihrem Rücken“ Informationen ausgetauscht werden, müssen die Mitarbeiter ihre Vorgesetzten nachträglich über erfolgte Querinformationen unterrichten.

## Passerelle
Henri Fayol, nach dem die Fayolsche Brücke (französisch passerelle, [pɑsʀɛl]) benannt ist, hatte das Problem langer Kommunikationswege erkannt, aber dem Führungsziel Verantwortung den Vorrang gegeben. Bei Fayol wird der Dienstweg deshalb nur ausnahmsweise durch die Fayolsche Brücke relativiert, wenn unter Duldung des Vorgesetzten eine laterale Kommunikation zwischen zwei Stellen gestattet wird. Auch bei der Kooperation zwischen Stabsstellen und Linienstellen und der Kooperation zwischen Stabsstellen untereinander ist der direkte Verkehrsweg zwischen diesen Stellen üblich.

## Organisatorische Aspekte
Die Querinformation ist eine informelle Kommunikation abseits der vorgeschriebenen Linienwege, die eine formelle Kommunikation innerhalb einer Linienorganisation darstellen.
Beim direkten Verkehrsweg (Querinformation) treten die Organisationseinheiten in direkten Kontakt miteinander, sowohl beim vertikalen als auch horizontalen Verkehr. Nur ranggleiche Mitarbeiter dürfen diesen Informationsweg wählen. Denn nur so ist es zu vermeiden, dass sich ranghöhere Mitarbeiter von rangniedrigeren Mitarbeitern einer anderen Linie Informationen „erschleichen“, die ihnen nicht zustehen.
Die Querinformation ist eine der drei Ausnahmen vom Prinzip des Dienstweges: Sie muss zwischen Stellen der gleichen Ebene erfolgen und ist nur statthaft, wenn der Informationsempfänger die Information im Arbeitsablauf sofort benötigt (Zeitdruck) oder Gefahr im Verzug ist. In Arbeitsanweisungen oder Dienstanweisungen kann festgelegt werden, wann und welche Querinformationen stattfinden dürfen; gegebenenfalls ist der Dienstweg später nachzuholen. Fehlt es an einer Regelung, sind Querinformationen nicht gestattet. Fast alle Einliniensysteme neigen zur Bildung der Fayol-Brücken auf allen Hierarchieebenen; Querinformationen sind hier üblich.

## Wirtschaftliche Aspekte
Die strikte Einhaltung des Dienstweges involviert mutmaßlich mehr Personen als nötig, weil sie möglicherweise auch Informationen erhalten, die für sie keinen Nutzwert bringen. Viele Personen haben dadurch mit der gleichen Nachricht zu tun, ohne dass sie für ihre Aufgaben nützlich und nötig wäre. Streng hierarchisch organisierte Unternehmen oder Behörden werden aus diesem Grund schwerfälliger. Zudem ist dieser Prozess zeitaufwendiger, denn im Schaubild müsste {\displaystyle D} seinen Vorgesetzten {\displaystyle B1} informieren, dieser den Vorgesetzten {\displaystyle D1} und erst dieser den {\displaystyle H}. Hierbei können Informationsverluste auftreten, die möglicherweise Fehlentscheidungen zur Folge haben.
Das Organisationsmittel der Querinformation verringert dagegen die Gefahr sich verschlechternder Informationsqualität oder gar eines Informationsverlustes, weil sie weniger Instanzen durchläuft. Sie sind direkt an den Empfänger gerichtet, ohne Instanzen durchlaufen zu müssen, die diese Informationen nicht benötigen. Empirische Studien belegen, dass bis zu 66 Prozent der Kommunikation in Unternehmen Querinformationen sind.

## Sonstiges
Der so genannte kurze Dienstweg oder „kleine Dienstweg“ beschreibt umgangssprachlich eine direkte, informelle Kommunikation bei gleichzeitiger Verletzung der vorgegebenen Informationswege im Sinne der Querinformation. Es handelt sich dabei also gerade nicht um einen Dienstweg, sondern um eine euphemistische Bezeichnung für ein gegebenenfalls pflichtwidriges Handeln.